# Ken Pisi
Ken Pisi (ur. 24 lutego 1989 w Auckland) – samoański rugbysta występujący na pozycji skrzydłowego ataku w drużynie Northampton Saints oraz reprezentacji Samoa.
Jego dwaj starsi bracia – Tusi i George – również są reprezentantami Samoa.

## Kariera klubowa
Uczęszczał do Massey High School, gdzie był przewodniczącym (Head Boy) i z sukcesami występował w pierwszej drużynie szkoły, a następnie w związanym z nią lokalnym Massey Rugby Club. W 2007 roku związał się z występującym w National Provincial Championship North Harbour. W jego barwach zadebiutował podczas pierwszej obrony Ranfurly Shield w czerwcu 2007 roku, wystąpił wówczas jednocześnie wraz z oboma braćmi, a gdy nie mieścił się w podstawowym składzie, brał udział w spotkaniach drugiej drużyny. Występował również w zespole rugby 7, biorąc udział m.in. w New Zealand National Rugby Sevens Tournament edycji 2010, 2011 i 2012. Przyniosło mu to w 2012 roku nominację do nagrody dla najlepszego zawodnika klubu, zainteresowanie selekcjonera nowozelandzkiej kadry Gordona Tietjensa, a ostatecznie powołanie do reprezentacji Samoa.
W latach 2010–2011 grał w zespole rezerw Blues. W czerwcu 2012 roku, po pięciu latach spędzonych w North Harbour, podpisał kontrakt z Northampton Saints, a pod koniec lipca dołączył do drużyny, w której od roku występował jego brat, George. W grudniu 2013 roku ogłoszono przedłużenie kontraktu.

## Kariera reprezentacyjna
Występował w juniorskich drużynach regionalnego związku North Harbour Rugby Union, otrzymywał również powołania do nowozelandzkich reprezentacji. W latach 2005–2006 powołany był do zespołu New Zealand Schools, także w rugby 7. Znalazł się w składzie na rozegrane w tym czasie mecze przeciwko australijskim rówieśnikom, a także na zgrupowaniu kadry U-17. Został powołany na zgrupowanie reprezentacji U-19 przygotowującej się do zaplanowanych na kwiecień 2007 roku mistrzostw świata w tej kategorii wiekowej. Początkowo nie znalazł się w składzie kadry wylatującej do Belfastu, jednak dołączył do zespołu przed meczem finałowym z powodu kontuzji Israela Dagga, a reprezentujący Nową Zelandię zawodnicy zdobyli tytuł mistrzowski. Również w 2009 roku został wytypowany do udziału w zgrupowaniu kadry U-20, z którą następnie udał się na  czerwcowe mistrzostwa świata. Wystąpił tam w czterech z pięciu spotkań zwycięskiego turnieju.
W marcu 2012 roku otrzymał pierwsze seniorskie powołanie i zadebiutował w barwach samoańskiej reprezentacji w rugby 7 w Hong Kong Sevens, a następnie zagrał w pozostałych trzech turniejach zaliczanych do klasyfikacji IRB Sevens World Series sezonu 2011/2012 w Japonii, Szkocji i Londynie.
Również w tym samym roku nastąpił jego debiut w kadrze rugby piętnastoosobowego podczas Pucharu Narodów Pacyfiku 2012 w meczu z Tonga, następnie zagrał jeszcze w ramach tego turnieju przeciwko Fidżi. Kolejne powołanie otrzymał w listopadzie 2013 roku po zawieszeniu brata i pojawił się boisku w meczu z Gruzją.